# Waleri Wassiljewitsch Dwoinikow
Waleri Wassiljewitsch Dwoinikow (russisch Валерий Васильевич Двойников; * 4. Mai 1950 in Osjorsk, Oblast Tscheljabinsk, RSFSR, Sowjetunion) ist ein ehemaliger sowjetisch-russischer Sambo-Kämpfer und Judoka, der bei den Olympischen Spielen 1976 in Montréal eine Silbermedaille in der Gewichtsklasse bis 80 kg gewann.

## Sportliche Karriere

### Judo
Waleri Dwoinikow gewann eine Silbermedaille bei den Olympischen Spielen 1976, im Finale unterlag er dem Japaner Isamu Sonoda. Ein Jahr zuvor wurde Dwoinikow Vize-Weltmeister bei den Judo-Weltmeisterschaften in Wien, dabei verlor er im Finale gegen seinen Landsmann Wladimir Newsorow. 1976 wurde Dwoinikow Europameister, 1974 gewann er die sowjetische Meisterschaft.

### Sambo
Dwoinikow gewann 1970 in Kommunarsk und 1971 in Moskau jeweils eine Bronzemedaille bei den sowjetischen Meisterschaften im Sambo, einer russisch-sowjetischen Kampfsportart.

## Leben nach dem Sport
Von 1980 bis 1984 trainierte Dwoinikow die Mannschaft der Ukrainischen SSR. Anschließend trainierte er bis 1988 die Mannschaft Algeriens. Von 1988 bis 1990 trainierte er wieder die sowjetisch-ukrainische Mannschaft, danach bis 1992 die belgische Nationalmannschaft und von 1993 bis 1994 die portugiesische Nationalmannschaft. Seit 1994 wohnt Dwoinikow in Lüttich und trainiert einen dortigen Judo-Verein.

## Auszeichnungen
- Verdienter Meister des Sports der UdSSR (1968)[2]